# Barbara McDougall
Barbara Jean McDougall, PC, OC, (Toronto, 12 de noviembre de 1937) es una política canadiense.

## Biografía
McDougall nació el 12 de noviembre de 1937. En 1963, recibió un Bachillerato en Artes por la Universidad de Toronto en ciencia política y economía.
El 20 de abril de 1991 fue nombrada Ministro de Asuntos Exteriores de Canadá sucediendo a Joe Clark.
Fue miembro de la Cámara de los Comunes  del Parlamento de Canadá por el Partido Conservador Progresista de Canadá desde 1984 hasta 1993. En el año 2000, fue nombrada Oficial de la Orden de Canadá.